# 危害性物質限制指令
有害物質限用指令（英語：Restriction of Hazardous Substances Directive 2002/95/EC，缩写RoHS）是歐洲聯盟在2003年2月所通過的一項環保指令（但並非法律），定於2006年7月1日起生效，主要針對產品成分及在製造上的工程製程標準。

## 規範對象
RoHS的規範對象為工作電壓小於1000V AC或1500V DC的設備，分別為：
- 大型家用電器
- 小型家用電器
- 資訊技術及電信通訊設備
- 消費性耐久設備
- 照明設備
- 電機與電子工具
- 玩具、休閒與運動設備
- 醫療機器
- 監視、控制設備
- 自動販賣機

這幾類產品在製造時限制此六項物質的用量：
- 鉛（Pb）（0.1％）
- 汞（Hg）（0.1％）
- 鎘（Cd）最大允许含量为0.01％ （100ppm）。
- 六價鉻（CrVI）（0.1％）
- 聚溴聯苯（PBB）（0.1％）
- 聚溴二苯醚（英语：Polybrominated diphenyl ethers）（PBDE），最大允许含量为0.1%（1000ppm）。

其中後兩者通常用為阻燃劑之用。传统的生产過程中，铅用於焊接芯片、電子元件和電路板等等的各種接點焊接材料（含鉛焊錫）。現在的无铅技術不再需要用铅，由熔點較高的锡、银和铜的合金取代。
在2015/03/31，歐盟發佈指令要求新增4項鄰苯二甲酸酯（塑化劑）的限制用量：
- 鄰苯二甲酸二(2-乙基己基)酯 (DEHP) （0.1％）
- 鄰苯二甲酸丁酯苯甲酯 (BBP) （0.1％）
- 鄰苯二甲酸二丁酯 (DBP) （0.1％）
- 鄰苯二甲酸二異丁酯 (DIBP) （0.1％）

這項指令將在2019/07/22執行，而醫療設備與監控儀器（包含工業用監控儀器）則於2021/07/22執行。
2022年5月20日，公開了一項針對 RoHS 指令限制物質的提案程式(Initiative)。
- 四溴雙酚A（TBBP-A） (0.1wt%)
- 中鏈氯化石蠟（MCCP） (0.1wt%)

## 外部連結
- EIATRACK information on RoHS and WEEE Directives
- RoHS directive text （页面存档备份，存于）（PDF）
- RoHS指令全文（中文）
- Clean Computer Campaign
- What is RoHS? （页面存档备份，存于）
- First RoHS laptops to fully comply with RoHS regulations.